# Кубок арабских наций по футболу 2021
Кубок арабских наций 2021 года — десятый по счёту кубок арабских наций для национальных сборных, входящих в САФА и первый под эгидой ФИФА. Прошёл с 30 ноября по 18 декабря 2021 года в Катаре как турнир в преддверии Чемпионата мира по футболу 2022.
В групповом этапе принимают участие 16 сборных, семь из которых выходят в раунд плей-офф. Все 23 команды, принимающие участие в турнире, выступают под эгидой АФК и КАФ. 32 матча финальной части турнира проходят на 6 стадионах, которые будут использоваться и во время ЧМ-2022.
Полуавтоматическая технология обнаружения оффсайдов применяется в тестовом режиме на данном турнире впервые.

## Участвующие сборные
Из 23 участвующих сборных, лучшие 9 команд по версии рейтинга ФИФА на апрель 2021 напрямую проходят на групповой этап, тогда как оставшиеся 14 сборных сыграют 7 матчей по однокруговой системе, по результатам которых 7 лучших также пробьются в групповой этап. На групповом этапе команды разбиваются на четыре группы по четыре сборных в каждой и играют по системе «каждый с каждым», по результатам которого две лучшие команды в своей группе проходят в раунд на выбывание, который состоит из четвертьфинала, полуфинала и финала, а также матча за 3-е место.
Матчи 14 худших сборных по версии рейтинга ФИФА формировались следующим образом: команда с наивысшим рейтингом, Оман, играла против команды с наименьшим рейтингом — Сомали. Ливан играл с Джибути и т. д. Команды, что выиграли квалификационные матчи 1, 2 и 3, помещались на 2, 3 и 4 места в 3-й жеребьёвочной корзине. Оставшиеся попадали в 4-ю корзину.
Южный Судан пропустил свой матч из-за большого числа случаев заражения коронавирусом среди членов команды. Алжирская федерация футбола решила отправить на турнир команду Алжир-A' (в которой могут играть только игроки, принимающие участие в алжирских футбольных лигах), однако, в итоговую заявку попали игроки, участвующие в чемпионатах других арабоязычных стран для усиления команды. Федерация футбола Марокко также решила отправить сборную Марокко-A', но в итоге также усилили команду игроками из других лиг.
| Попадают напрямую в групповой этап (С 1-го to 9-е)                                                                                                  | Играют квалификационные матчи (С 10-го to 23-е) |
| --- | --- |
| 1. Катар (58) (хозяева) 2. Тунис (26) 3. Алжир (33) 4. Марокко (28) 5. Египет (46) 6. Саудовская Аравия (65) 7. Ирак (68) 8. ОАЭ (73) 9. Сирия (79) | 1. Оман (80) 2. Ливан (93) 3. Иордания (95) 4. Бахрейн (99) 5. Мавритания (101) 6. Палестина (104) 7. Ливия (119) 8. Судан (123) 9. Коморы (131) 10. Йемен (145) 11. Кувейт (148) 12. Южный Судан (169) 13. Джибути (183) 14. Сомали (197) |

## Жеребьёвка
Жеребьёвка группового этапа прошла 27 апреля 2021 года в 21:00 по Арабскому стандартному времени в оперном доме Катара в Дохе. Ведущими были Маноло Зубирия, директор соревнований ФИФА, и четыре экс-футболиста: Ваэль Гомаа (Египет), Наваф Ат-Тамьят (Саудовская Аравия), Хайтам Мустафа (Судан), Юнис Махмуд (Ирак).
Шестнадцать команд распределены на четыре группы по четыре в каждой. Жеребьёвка началась с 1 корзины и закончилась 4-й, откуда команда по результатам жеребьёвки попадает в первую доступную группу согласно позиции в корзине (1-я позиция для 1-й корзины). Хозяева турнира, Катар, автоматически попали в 1-ю корзину и получили позицию А1, тогда как оставшиеся сборные автоматически попали в соответствующие рейтингу сборных корзины на апрель 2021. Сирия, команда с низшим рейтингом, попала в 3 корзину к победителям квалификационных матчей с 1 по 3. 4-ю корзину заняли победители матчей с 4 по 7. Алжир на правах обладателей Кубка африканских наций 2019, получил позицию D1.
| Team    | Место |
| ------- | ----- |
| Катар   | 58    |
| Тунис   | 26    |
| Алжир   | 33    |
| Марокко | 34    |

| Team              | Место |
| ----------------- | ----- |
| Египет            | 46    |
| Саудовская Аравия | 65    |
| Ирак              | 68    |
| ОАЭ               | 73    |

| Team         | Место |
| ------------ | ----- |
| Сирия        | 79    |
| Победитель 1 | н/д   |
| Победитель 2 | н/д   |
| Победитель 3 | н/д   |

| Team         | Место |
| ------------ | ----- |
| Победитель 4 | н/д   |
| Победитель 5 | н/д   |
| Победитель 6 | н/д   |
| Победитель 7 | н/д   |

### Результаты жеребьёвки и групповые матчи
По результатам жеребьёвки сформированы следующие группы (команды, выделенные курсивом — победители отборочного этапа, которые не были известны на момент розыгрыша):
| Поз | Team    |
| --- | ------- |
| A1  | Катар   |
| A2  | Ирак    |
| A3  | Оман    |
| A4  | Бахрейн |

| Поз | Team       |
| --- | ---------- |
| B1  | Тунис      |
| B2  | ОАЭ        |
| B3  | Сирия      |
| B4  | Мавритания |

| Поз | Team              |
| --- | ----------------- |
| C1  | Марокко           |
| C2  | Саудовская Аравия |
| C3  | Иордания          |
| C4  | Палестина         |

| Поз | Team   |
| --- | ------ |
| D1  | Алжир  |
| D2  | Египет |
| D3  | Ливан  |
| D4  | Судан  |

## Судьи турнира
Всего на турнир назначено 12 судейских троек (рефери и два помощника) и 16 помощников VAR.
| Конфедерация | Судья                             | Помощники судьи                                               | Арбитры ВАР |
| ------------ | --------------------------------- | ------------------------------------------------------------- | --- |
| АФК          | Алиреза Фагани (Иран)             | Мохаммедреза Мансури (Иран) Мохаммедреза Абольфазли (Иран)    | Шон Эванс (Австралия) Абдулла Аль Марри (Катар) Хироюки Кимура (Япония)                                          |
| АФК          | Рюдзи Сато (Япония)               | Хироши Ямаути (Япония) Дзюн Михара (Япония)                   | Шон Эванс (Австралия) Абдулла Аль Марри (Катар) Хироюки Кимура (Япония)                                          |
| КАФ          | Бакари Гассама (Гамбия)           | Джибриль Камара (Сенегал) Элвис Нупуэ (Камерун)               | Редуан Джиед (Марокко) Ибрахим Нур Эль Дин (Египет)                                                              |
| КАФ          | Джанни Сиказве (Замбия)           | Захеле Сивела (ЮАР) Джерсон Душ Сантуш (Ангола)               | Редуан Джиед (Марокко) Ибрахим Нур Эль Дин (Египет)                                                              |
| КОНКАКАФ     | Саид Мартинес (Гондурас)          | Вальтер Лопес (Гондурас) Кристиан Рамирес (Гондурас)          | Адонай Эскобедо (Мексика) Фернандо Герреро (Мексика) Джаир Марруфо (США)                                         |
| КОНКАКАФ     | Фернандо Эрнандес Гомес (Мексика) | Микеаль Барвеген (Канада) Карен Диас Медина (Мексика)         | Адонай Эскобедо (Мексика) Фернандо Герреро (Мексика) Джаир Марруфо (США)                                         |
| КОНМЕБОЛ     | Андрес Матонте (Уругвай)          | Мартин Соппи (Уругвай) Карлос Баррейро (Уругвай)              | Эбер Акино (Парагвай) Леодан Гонсалес (Уругвай) Рафаэль Траси (Бразилия) Хуан Сото (Венесуэла)                   |
| КОНМЕБОЛ     | Уилтон Сампайо (Бразилия)         | Данилу Манис (Бразилия) Бруну Пиреш (Бразилия)                | Эбер Акино (Парагвай) Леодан Гонсалес (Уругвай) Рафаэль Траси (Бразилия) Хуан Сото (Венесуэла)                   |
| КОНМЕБОЛ     | Факундо Телло (Аргентина)         | Эзекиль Брайловски (Аргентина) Габриэль Чаде (Аргентина)      | Эбер Акино (Парагвай) Леодан Гонсалес (Уругвай) Рафаэль Траси (Бразилия) Хуан Сото (Венесуэла)                   |
| ОФК          | Мэттью Конгер (Новая Зеландия)    | Тевита Макасини (Тонга) Бернард Мутукера (Соломоновы острова) | |
| УЕФА         | Шимон Марциняк (Польша)           | Павел Сокольницки (Польша) Томаш Листкевич (Польша)           | Томаш Квятковски (Польша) Гильермо Куадра Фернандес (Испания) Кристиан Дингерт (Германия) Фабио Мареска (Италия) |
| УЕФА         | Даниэль Зиберт (Германия)         | Рафаэль Фолтин (Германия) Кристиан Гиттельман (Германия)      | Томаш Квятковски (Польша) Гильермо Куадра Фернандес (Испания) Кристиан Дингерт (Германия) Фабио Мареска (Италия) |